# عتيبة بن أبي لهب
عُتيبة بن أبي لهـب بن عبد المطلب «عُتيبة» - ابن عم النبي محمد ﷺ أبو لهب بن عبد المطلب. وأمه أم جميل بنت حرب بن أمية، وهي اخت ابي سفيان، وهي الذي سماها القرآن الكريم ب(حمالة الحطب ).

## تطليقه لأم كلثوم
كان الرسول قد زوجه من ابنته أم كلثوم ثم طلقها بغضا للرسول وبعد أن أمره أبوه بذلك. ولما أراد «عُتيبة» الخروج إلى الشام مع أبيه قال: لآتينَّ محمداً وأوذينَّه فأتاه فقال يا محمد: إِني كافر بالنجم إِذا هوى، وبالذي دنا فتدلى، ثم بصق أمام النبي وطلَّق ابنته «أم كلثوم» فغضب النبي ودعا عليه وقال: (اللهم سلط عليه كلباً من كلابك).

## وفاته بعد دعوة الرسول عليه
خرج عتيبة مع أصحابه في عير إلى الشام حتى إذا كانوا في طريقهم زأر أسد فجعلت فرائص عتيبة ترعد فقالوا له: من أي شيء ترعد؟ فقال: إن محمد دعا علي وما ترد له دعوة. فلما ناموا أحاطوا به وجعلوه في وسطهم فجاء الأسد فشم رؤوسهم جميعاً حتى انتهى إلى عتيبة فهشم رأسه هشمة فقضى عليه، فتحققت دعوة النبي محمد ﷺ.
هبار ذكر في قصة ذكرها ابن منده، من طريق عبد الرحمن بن المغيرة، عن أبي الزناد؛ وابن قانع، من طريق داود بن إبراهيم، عن حماد بن سلمة، كلاهما عن هشام ابن عُروة، عن أبيه، عن هبار بن الأسود في قصة عتبة بن أبي لهب مع الأسد، وقول النبيُّ صلى الله عليه وآله وسلم: "اللّهُمّ سلّط عليه كلبًا من كلابك". وقول هبار: إنه رأى الأسد يشمُّ النيام واحدًا واحدًا حتى انتهى إلى عتبة، فأخذه.

## اكتشاف موقع موته
في أغسطس 2011 تمكن فريق الباحثين من الجامعة الهاشمية التابعين لمعهد الملكة رانيا للسياحة والتراث من اكتشاف الموقع التاريخي الذي جرت فيه حادثة مقتل عتيبة في وادي الزرقاء والمعروفة حاليا بمنطقة جناعة المحاذية لسيل الزرقاء.